# 슈퍼 마리오 요시 아일랜드
《슈퍼 마리오: 요시 아일랜드》는 닌텐도가 제작한 1995년 플랫폼 비디오 게임이다. 《슈퍼 마리오》 시리즈 작품으로 슈퍼 패미컴 플랫폼으로 발매됐다. 영어판 제목은 《슈퍼 마리오 월드 2: 요시 아일랜드》로 《슈퍼 마리오 월드》의 후속작으로 홍보됐다.
이야기상 《슈퍼 마리오》 본편 게임들의 프리퀄이며 공룡 요시가 아기 마리오를 마귀에게 납치당한 형제 루이지와 재회시키기 위해 같이 모험을 떠나는 이야기를 그렸다. 플레이어는 요시를 조종해 레벨의 끝에 도착하는 것을 목표로 게임 내 장애물을 돌파해야한다. 수작업으로 제작된 화풍이 특징으로 시리즈 최초로 요시를 본편 주인공으로 내세웠으며 요시의 버티기 점프와 알낳기 능력이 처음 소개됐다.
《요시 아일랜드》의 개발기간은 약 4년으로 일본에서 1995년 8월 발매된 후 서양 지역에서 2달 후 발매됐다. 게임 내 일부 특수효과는 슈퍼 FX2 마이크로칩으로 구현했다. 2002년 게임보이 어드밴스 이식판 《슈퍼 마리오 브라더스 3: 요시 아일랜드》가 발매됐다. 게임보이 어드밴스판은 2010년대 초 버추얼 콘솔을 통해 닌텐도 3DS와 Wii U로 재발매됐다. 원작 슈퍼 패미컴판은 2010년대 후반 닌텐도 클래식 미니: 슈퍼 패미컴과 닌텐도 스위치 온라인을 통해 재발매됐다.
발매 당시 《요시 아일랜드》는 화풍, 소리, 레벨 설계와 게임플레이가 강점으로 꼽혀 전폭적인 호평을 받았다. 판매량은 4백만 장 이상이었다. 후향적 평가에서 역사상 최고의 비디오 게임으로 거론됐다.

## 스테이지
월드는 총 6개로 구성되어 있다. 마지막 성에 있는 쿠파를 쓰러뜨려 베이비 루이지를 구하게 된다.
- 각 월드의 4탄은 요새이다. 위험한 장치들과 용암이 있다. 끝에 빨간 문을 열어 중간보스를 쓰러뜨리면 클리어이다.
- 각 월드의 8탄은 성이다. 요새와 비슷하게 위험한 장치들과 용암이 있으며 몇몇 곳은 용암이 없는 곳도 있다. 월드 1-8에서는 특이한 장치가 생기기도 한다. 그리고 끝에 빨간 문을 열어 보스를 쓰러뜨리면 열쇠를 획득하여 다음 월드로 진행할 수 있다.
- 비밀(Extra) 스테이지는 각 월드마다 있으며 각 월드의 1탄부터 8탄까지 100점을 맞으면 생긴다.
- 보너스(Bonus)는 스테이지(1, 2, 3, 5, 6, 7탄)에서 골을 한 뒤 꽃에 맞추어 지거나 각 월드의 1탄부터 8탄까지 100점을 맞을 경우 가능하다.

## 미니게임
- 동전 먹기 - 제한시간 내 동전을 가장 많이 먹은 쪽이 승리하게 된다. (제한시간이 다 되었을 때 점수가 동점일 경우 이긴걸로 처리된다.) (1-7, 2-7, 4-7)
- 수박씨 뱉기 대결 - 수박씨를 많이 뱉어서 체력이 없어진 쪽이 패배하게 된다. (2-6)
- 풍선 던지기 - 알맞은 버튼을 차례대로 눌러야 하며, 풍선이 터지는 쪽이 패배하게 된다. (1-3, 2-3, 3-2, 4-2, 5-1, 6-7)
- 풍선 터뜨리기 - 풍선을 터뜨려서 별을 찾은 쪽이 승리하게 된다. (2-1, 3-7, 4-6, 6-1)

### 내용주
1. ↑  일본어: スーパーマリオ ヨッシーアイランド
2. ↑  영어: Super Mario World 2: Yoshi's Island

### 참조주
1. ↑  “Yoshi's Island: Super Mario Advance 3 Critic Reviews for Game Boy Advance”. Metacritic. 2013년 1월 28일에 원본 문서에서 보존된 문서. 2015년 4월 1일에 확인함.
2. ↑  Miller, Skyler. “Super Mario World 2: Yoshi's Island”. Allgame. 2014년 11월 14일에 원본 문서에서 보존된 문서. 2015년 5월 5일에 확인함.
3. ↑  Marriott, Scott Alan. “Yoshi's Island: Super Mario Advance 3”. Allgame. 2014년 11월 14일에 원본 문서에서 보존된 문서. 2015년 5월 5일에 확인함.
4. ↑  Edge Staff (December 2002). “Super Mario Advance 3: Yoshi's Island”. 《Edge》. 117호.
5. ↑  Edge Staff (November 1995). “Super Mario World 2: Yoshi's Island Review”. 《Edge》. 2013년 4월 4일에 원본 문서에서 보존된 문서. 2015년 4월 18일에 확인함.
6. ↑  Bramwell, Tom (2002년 7월 7일). “Yoshi's Island: Super Mario Advance 3”. 《Eurogamer》. 2018년 3월 12일에 원본 문서에서 보존된 문서. 2015년 4월 2일에 확인함.
7. ↑  スーパーマリオ ヨッシーアイランド. 《Famitsu》 (일본어). 347호. 1995. 2017년 3월 6일에 원본 문서에서 보존된 문서. 2017년 3월 6일에 확인함. Note: Review text only available in print magazine.
8. ↑  “Viewpoint: Yoshi's Island”. 《Diehard GameFan》. 34호. October 1995. 18쪽. ISSN 1092-7212.
9. ↑  Kasavin, Greg (2002년 9월 30일). “Yoshi's Island: Super Mario Advance 3 Review”. 《GameSpot》. 2016년 8월 9일에 원본 문서에서 보존된 문서. 2015년 4월 2일에 확인함.
10. ↑  Harris, Craig (2002년 9월 24일). “Yoshi's Island: Super Mario Advance 3”. 《IGN》. 2쪽. 2017년 3월 31일에 원본 문서에서 보존된 문서. 2015년 4월 1일에 확인함.
11. ↑  Watts, Martin (2014년 5월 2일). “Super Mario Advance 3: Yoshi's Island (Wii U eShop / Game Boy Advance) Review”. 《Nintendo Life》. 2018년 3월 12일에 원본 문서에서 보존된 문서. 2015년 4월 2일에 확인함.
12. ↑  Delgrego, Kaes (2009년 7월 23일). “Super Mario World 2: Yoshi's Island (Super Nintendo) Review”. 《Nintendo Life》. 2017년 9월 26일에 원본 문서에서 보존된 문서. 2015년 4월 2일에 확인함.
13. ↑  “Mario'd with Children”. 《Next Generation》. February 1996. 176쪽. 2015년 4월 2일에 확인함.